# Zonitoschema squalida
Zonitoschema squalida es una especie de coleóptero de la familia Meloidae.

## Distribución geográfica
Habita en Madagascar.